# Faruk Atalay
Faruk Atalay (* 18. März 1981 in Of) ist ein türkischer ehemaliger Fußballspieler auf der Position eines Mittelfeldspielers. 

## Spielerkarriere

### Verein
Atalay startete seine Vereinsfußballkarriere in der Jugend von Galatasaray Istanbul und erhielt hier im Frühjahr 1997 einen Profivertrag, spielte aber weitere drei Spielzeiten für die Reservemannschaft. Die Rückrunde der Spielzeit 1999/00 wurde er an den Zweitligisten Diyarbakırspor ausgeliehen und machte hier bis zum Saisonende acht Ligaspiele. Im Sommer 2000 kehrte er zu Galatasaray zurück und spielte bis zur Rückrunde in nahezu allen Begegnungen seiner Mannschaft. Dennoch wurde er für die Rückrunde an den Ligakonkurrenten Bursaspor ausgeliehen.

### Nationalmannschaft
Atalay fing früh an, für die türkischen Jugendnationalmannschaften zu spielen. Er durchlief ab der U-15 alle Jugendmannschaften seines Landes.
Mit der olympischen Auswahl der türkischen Nationalmannschaft nahm er 2001 an den Mittelmeerspielen teil und erreichte das Halbfinale.

## Erfolge
- Mit der Olympischen Auswahl der Türkei:
  - Halbfinalist bei den Mittelmeerspielen: 2001